# Штајнсфелд
Штајнсфелд (њем. Steinsfeld) општина је у њемачкој савезној држави Баварска. Једно је од 58 општинских средишта округа Ансбах. Према процјени из 2010. у општини је живјело 1.245 становника. Посједује регионалну шифру (AGS) 9571205.

## Географски и демографски подаци
Штајнсфелд се налази у савезној држави Баварска у округу Ансбах. Општина се налази на надморској висини од 405 метара. Површина општине износи 31,8 km². У самом мјесту је, према процјени из 2010. године, живјело 1.245 становника. Просјечна густина становништва износи 39 становника/km².